# Michal Rešetka

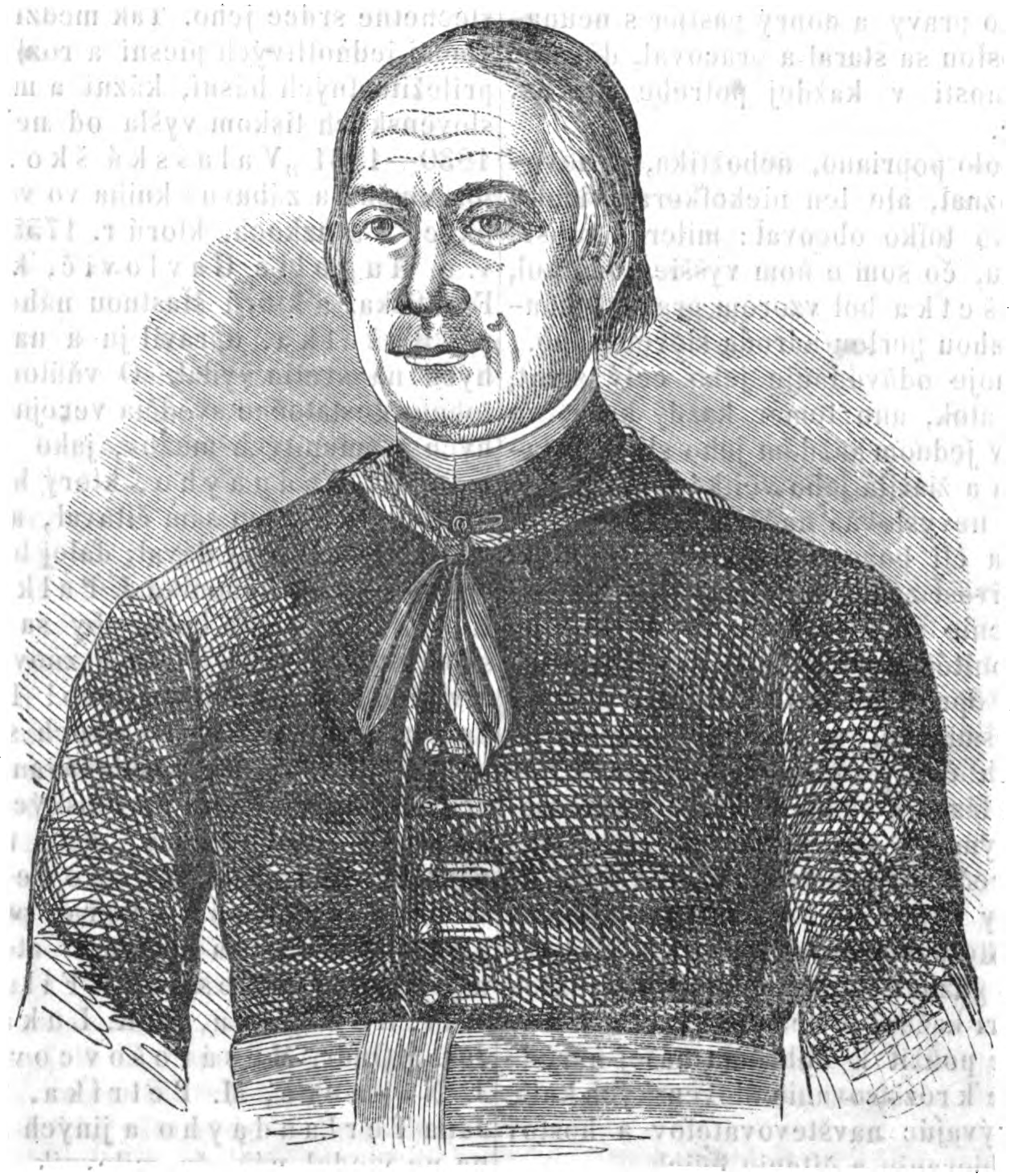
Michal Rešetka (aus Sokol 1862)

Michal Rešetka (* 2. September 1794 in Bobot, Königreich Ungarn; † 9. Mai 1854 in Horná Súča, Königreich Ungarn) war ein katholischer Geistlicher und Verleger. Seine Bibliothek und Sammlung gilt als einer der Grundlagen der slowakischen Nationalbibliothek in Martin.
Rešetka studierte in Pressburg Theologie und erhielt 1817 die Priesterweihe. Als Seelsorger wirkte er an verschiedenen Orten. In Horná Súča war er Pfarrer.
Als Tafelrichter des Komitats Trentschin veröffentlichte er literarische Beiträge und Predigten in verschiedenen slowakischen Zeitungen. Aber auch als Herausgeber verschiedener Autoren arbeitete er. Zu erwähnen in diesem Zusammenhang wären religiöse und pädagogische Schriften von Hugolín Gavlovič, der 1712 bis 1787 lebte.

## Werke
- Das Jesulein, ein schönes Beispiel für gute Kinder (Ježíšek krásní príklad dobrich dítek), 1830
- Herausgeber: Schule der Hirteb-Hort der sitten (Walaská Škola Mrawow Stodola), 2 Bände, 1830–1831 von H. Gawlowič
- Gelegenheitspredigten verschiedener Prediger in slowakischer Sprache, 2 Bände 1831–1834